# إنديانابوليس 500 سنة 1971
سباق إنديانا بوليس -500 ميل 1971 أقيم في حلبة إنديانابوليس موتور سبيدواي في 29 مايو 1971 وفاز في السباق أل أنسر ‏ بمتوسط سرعة 157.735 ميل/س (253.850 كم/س).
وكان أول المنطلقين بيتر ريفسون بسرعة 178.696 ميل/س (287.583 كم/س).